# Holorusia dorsopleuralis dorsopleuralis
Holorusia dorsopleuralis dorsopleuralis is een tweevleugelige uit de familie langpootmuggen (Tipulidae). De soort komt voor in het Oriëntaals gebied.